# گوشچک
گوشچک (به لهستانی: Goszczk) یک روستا در لهستان است که در گمینا شمیانتکووو واقع شده‌است.